# Alice Leigh-Smith
Alice Leigh-Smith (11 de septiembre de 1907) fue una física nuclear de origen croata mejor conocida por ser la primera mujer en la historia británica en obtener un doctorado en física nuclear.  Además, es recordada por su investigación pionera sobre el cáncer y por sus intentos de descubrir un elemento elusivo, el Elemento 85.

## Trayectoria
En 1932, a los 25 años, Prebil empezó a trabajar en el Instituto del Radio de París bajo la tutela de Marie Curie. Tres años más tarde, en 1935, a la edad de 28 años, se convertiría en la primera mujer británica en obtener un doctorado en física nuclear[1]. Se acepta que Leigh-Smith defendió su tesis en Londres, aunque actualmente se desconoce en qué universidad obtuvo el título.
La Dra. Alice Leigh-Smith también participó en el uso de sustancias radiactivas como tratamiento contra el cáncer. A partir de 1936, llevó a cabo investigaciones sobre el cáncer como parte de la campaña contra el cáncer del Imperio Británico. De 1938 a 1940, durante la Segunda Guerra Mundial, Alice Leigh-Smith estuvo en la Universidad de Berna (Suiza), donde continuó su trabajo. 
En enero de 1943 se publicó en el periódico London Times un avance de los resultados de su estudio sobre el tratamiento del cáncer con sustancias radiactivas.
En 1942, Leigh-Smith y un químico suizo, Walter Minder, anunciaron conjuntamente el descubrimiento del elemento 85 (ahora llamado astato) en 1942.
Propusieron el nombre anglohelvetium para el nuevo elemento, con el fin de honrar a sus dos países de origen: "anglo" por la Inglaterra de Leigh-Smith y "Helvetia" por la personificación del país de Minder: Suiza. Este fue el segundo intento de Minder por descubrir el elemento. Más tarde se demostró que Walter Minder y Alice Leigh-Smith no habían descubierto el elemento 85, después de que sus resultados no pudieran reproducirse.